# Fayence
Fayence é uma comuna francesa na região administrativa da Provença-Alpes-Costa Azul, no departamento de Var. Estende-se por uma área de 27,68 km², com 4867	 habitantes, segundo os censos de 2007, com uma densidade de 175 hab/km².